# Bleptina nigristigma
Bleptina nigristigma là một loài bướm đêm trong họ Noctuidae.